# Diniz Dias
Diniz Rodrigues Dias, primeiro e único Barão de São Jacó (São Luiz das Missões, 1825 — Cruz Alta, 15 de novembro de 1892) foi um militar brasileiro, coronel da Guarda Nacional.
Filho do tenente Francisco José Dias e de Anna Candida Rodrigues. Casou-se com Josephina Lucas Annes com quem teve sete filhos.
Foi herói da Campanha Oriental e da Guerra do Paraguai.
Por relevantes serviços prestados à pátria, foi agraciado com o título nobiliárquico de Barão de São Jacob, concedido em 14 de abril de 1883.
Foi fundador da Colônia Militar do Alto Uruguai em 1879 e chefe do Partido Liberal.

## Família

### Josephina Annes Dias da Paixão
Josephina Annes Dias da Paixão nasceu em Cruz Alta, em 16 de setembro de 1866, filha de Diniz Dias e Josephina Lucas Annes.
Casou em 1883 em Cruz Alta com Rodolfo Gustavo da Paixão, que foi diretor da Colônia Militar do Alto Uruguai, criada em 1879 com o objetivo de garantir a predominância do Império do Brasil no território, que era disputado com a Argentina.